# Trutgrund, Raseborg
Trutgrund är en klippa i Finland.   Den ligger i kommunen Raseborg i den ekonomiska regionen  Raseborg  och landskapet Nyland, i den södra delen av landet, 70 km väster om huvudstaden Helsingfors.
Terrängen runt Trutgrund är mycket platt.